# Mun Hyeon-jang
Mun Hyeon-jang (문현장?; 12 maggio 1937) è un ex cestista sudcoreano.

## Carriera
Con la Corea del Sud ha disputato i Giochi di Tokyo 1964, segnando 1 punto in 5 partite.